# Albertiniella
Albertiniella är ett släkte av svampar. Enligt Catalogue of Life ingår Albertiniella i familjen Cephalothecaceae, ordningen Sordariales, klassen Sordariomycetes, divisionen sporsäcksvampar och riket svampar, men enligt Dyntaxa är tillhörigheten istället familjen Cephalothecaceae, klassen Sordariomycetes, divisionen sporsäcksvampar och riket svampar.
|               | Cephalotheca                                                                            |
|               |                                                                                         |
|               | Cryptendoxyla                                                                           |
|               |                                                                                         |
| Albertiniella | \| \| Albertiniella reticulata \| \| \| \| \| \| Albertiniella polyporicola \| \| \| \| |
|               | \| \| Albertiniella reticulata \| \| \| \| \| \| Albertiniella polyporicola \| \| \| \| |
|               | Phialemonium                                                                            |
|               |                                                                                         |
|               | Albertiniella reticulata                                                                |
|               |                                                                                         |
|               | Albertiniella polyporicola                                                              |
|               |                                                                                         |

|  | Albertiniella reticulata   |
|  |                            |
|  | Albertiniella polyporicola |
|  |                            |